# Kotatsu

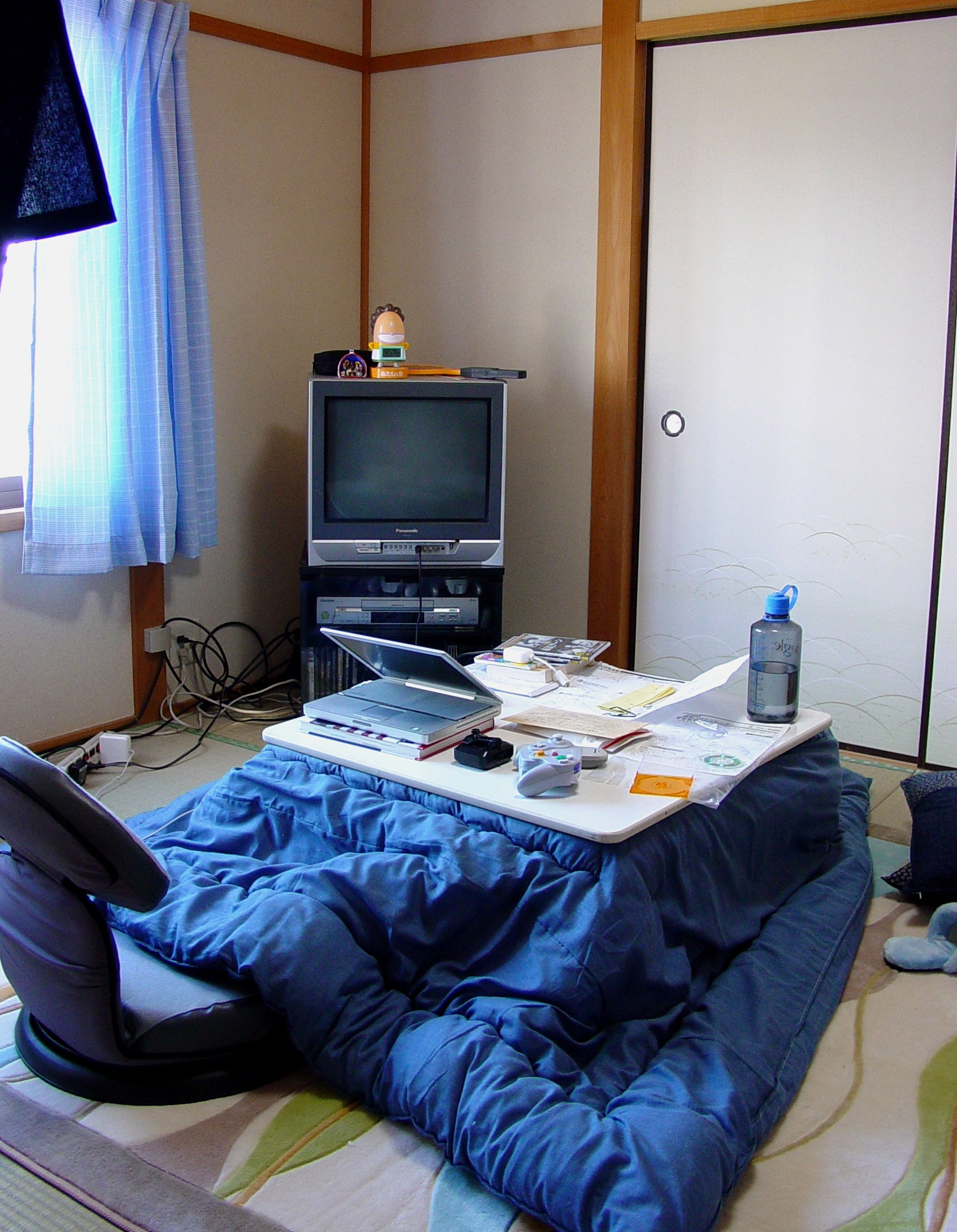
Un kotatsu moderno en Japón.

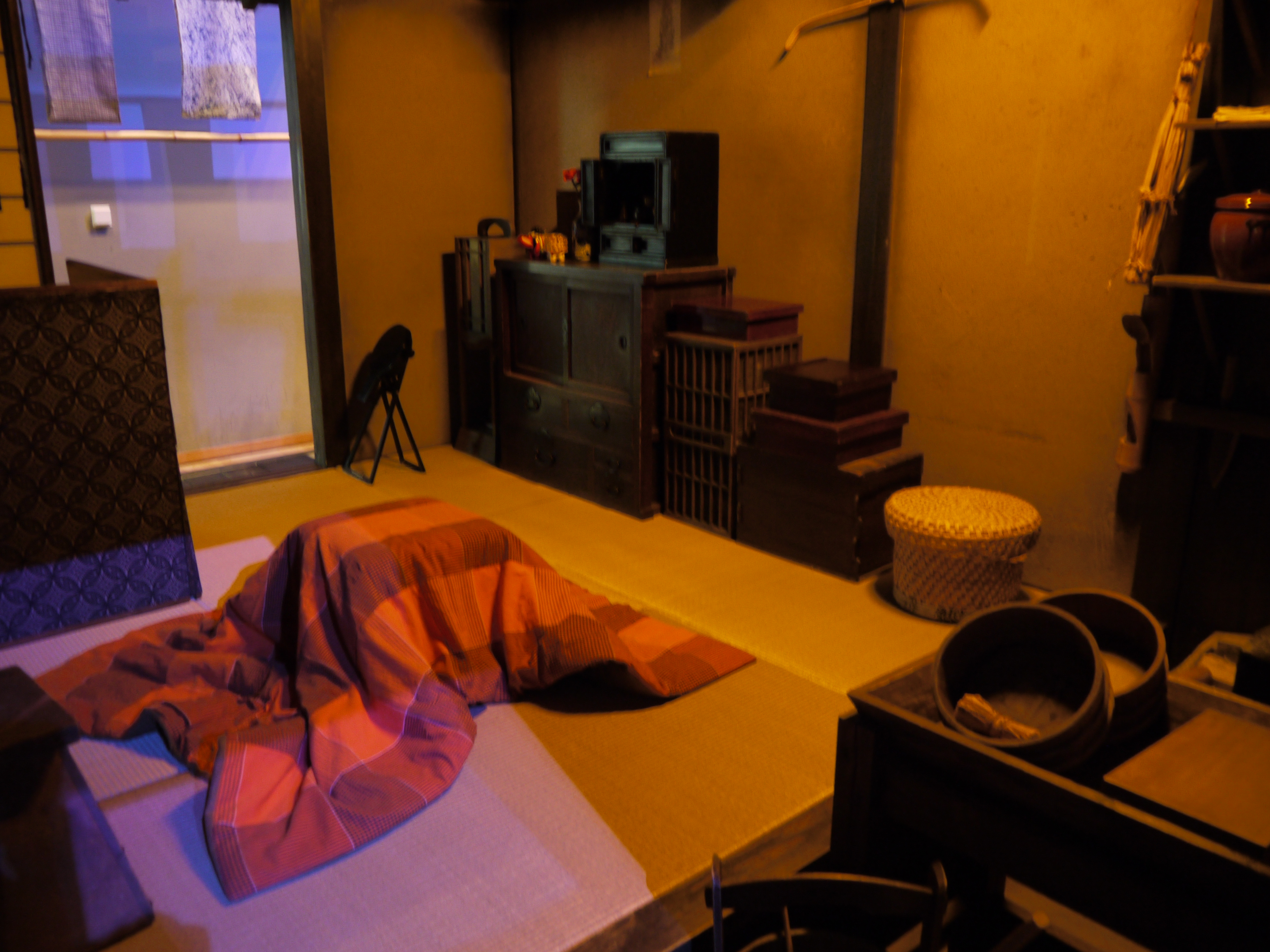
El kotatsu de la era de Edo

Un kotatsu (炬燵?) es un marco de mesa bajo hecho de madera y cubierto por un futón o una cobija pesada, sobre el cual se apoya la superficie de la mesa. Debajo hay un brasero, calentón o estufa, que a veces es parte de la estructura de la mesa misma.

## Tipología
En la actualidad hay dos tipos principales de kotatsu.
- La mesa kotatsu más tradicional u horigotatsu[1] se pone en el suelo sobre un agujero con aproximadamente 40 centímetros de profundidad. La estufa (de carbón vegetal o eléctrica) se encuentra en el hueco debajo de la mesa.[2]

- El kotatsu u okigotatsu[1] moderno consiste en una mesa con una estufa eléctrica adjunta a la parte inferior de la mesa. El kotatsu usualmente se pone sobre un futón delgado, como una alfombra. Un segundo futón, más grueso, se pone sobre la mesa kotatsu con la superficie de la mesa sobre ese segundo futón. La estufa eléctrica calienta el espacio debajo del futón, y a quien esté debajo de este.[2]

En los últimos años existe también un tercer tipo de kotatsu, que consiste en una mesa de comedor con patas largas y sillas.

## Uso
En general, una persona se sienta en el suelo con sus piernas (o, en el caso de una siesta, la mayor parte de su cuerpo) debajo de la mesa con la cobija encima. Aunque esto solo calienta la parte inferior del cuerpo, puede mantener a uno caliente aun estando en un cuarto sin calefacción adecuada.
La mayoría de las casas japonesas tradicionales tienen poco o ningún aislamiento térmico. El kotatsu es una manera barata de mantenerse caliente durante el invierno, porque los futones atrapan el aire caliente.
El kotatsu fue desarrollado originalmente para gente portando vestimenta tradicional japonesa, porque el diseño de dicha ropa hace que el aire caliente penetre por las piernas y salga por el cuello, calentando todo el cuerpo.